# فرانكو كوفاتشيفيتش
فرانكو كوفاتشيفيتش هو لاعب كرة قدم كرواتي في مركز الهجوم، ولد في 8 أغسطس 1999 في كوبريفنيتسا في كرواتيا. لعب مع هايدوك سبليت.

## وصلات خارجية
- فرانكو كوفاتشيفيتش على موقع الاتحاد الأوربي (الإنجليزية)
- فرانكو كوفاتشيفيتش على موقع اتحاد كرواتيا (الكرواتية)
- فرانكو كوفاتشيفيتش على موقع الدوري الأمريكي (الإنجليزية)
- فرانكو كوفاتشيفيتش على موقع قاعدة بيانات كرة القدم.إي يو (الإنجليزية)
- فرانكو كوفاتشيفيتش على موقع Soccerway.com (الإنجليزية)
- فرانكو كوفاتشيفيتش على موقع عالم كرة القدم.نت (الإنجليزية)